# NGC 518
NGC 518 es una galaxia espiral de la constelación de Piscis. 
Fue descubierta el 17 de diciembre de 1864 por el astrónomo Albert Marth.